# Gabrielle Kirk McDonald
Gabrielle Anne Kirk McDonald (* 12. April 1942 in Saint Paul, Minnesota) ist eine amerikanische Juristin. Sie war von 1993 bis 1999 als Richterin am Internationalen Strafgerichtshof für das ehemalige Jugoslawien tätig, darunter von 1997 bis 1999 als dessen Präsidentin, und gehört seit 2001 dem Iran-United States Claims Tribunal an.

## Leben
Gabrielle Kirk McDonald wurde 1942 in Saint Paul geboren und absolvierte ihre akademische Ausbildung von 1959 bis 1961 an der Boston University, von 1961 bis 1963 am Hunter College sowie danach an der Howard University, an der sie 1966 einen rechtswissenschaftlichen Abschluss als LL.B. erlangte. Anschließend war sie zunächst als Rechtsanwältin für die National Association for the Advancement of Colored People tätig, bevor sie 1969 in Houston eine eigene Kanzlei gründete, in der sie sich auf Fälle von Diskriminierung am Arbeitsplatz spezialisierte.
Im Jahr 1979 wurde sie zur Richterin am United States District Court für den Süden des Bundesstaates Texas ernannt. In diesem Amt war sie bis 1988 tätig, anschließend wirkte sie in Austin erneut in privater Praxis. 1993 folgte ihre Wahl zur Richterin an den neugegründeten Internationalen Strafgerichtshof für das ehemalige Jugoslawien, an dem sie bis 1999 fungierte, darunter von 1997 bis 1999 als Präsidentin des Gerichts. Sie wurde anschließend Sonderberaterin für Menschenrechte des amerikanischen Bergbauunternehmens Freeport-McMoRan und gehört seit 2001 dem Iran-United States Claims Tribunal an.
Gabrielle Kirk McDonald war verheiratet und ist Mutter eines Sohns und einer Tochter.

## Auszeichnungen
Gabrielle Kirk McDonald erhielt in Anerkennung ihres Wirkens unter anderem 1998 die Goler-T.-Butcher-Medaille der Amerikanischen Gesellschaft für internationales Recht und von der National Bar Association, einer Vereinigung von Anwälten afroamerikanischer Abstammung, den Equal Justice Award und den Ronald Harmon Brown Award of International Excellence. Die Georgetown University, die University of Notre Dame, die Howard University, das Stetson College of Law und das Amherst College verliehen ihr die Ehrendoktorwürde. Im Jahr 2001 erschien ihr zu Ehren eine Festschrift mit dem Titel „Essays on ICTY Procedure and Evidence in Honour of Gabrielle Kirk McDonald“. 